# (1153) Wallenbergia
(1153) Wallenbergia es un asteroide perteneciente al cinturón de asteroides descubierto el 5 de septiembre de 1924 por Serguéi Ivánovich Beliavski desde el observatorio de Simeiz en Crimea.
Está nombrado en honor de Georg James Wallenberg (1864-1924), matemático alemán.
Wallenbergia forma parte de la familia asteroidal de Flora.